# Кизингер, Курт Георг
Курт Георг Ки́зингер (нем. Kurt Georg Kiesinger; 6 апреля 1904, Эбинген — 9 марта 1988, Тюбинген) — немецкий политик, лидер «большой коалиции», третий федеральный канцлер ФРГ с 1966 по 1969 год. В 1958—1966-х годах — министр-президент Баден-Вюртемберга. Председатель Христианско-демократического союза с мая 1967 по октябрь 1971 года.

## Биография
Курт Георг Кизингер родился в 1904 году в небольшом вюртембергском городе Эбингене (сейчас район Альбштадта) в семье Кристиана Кизингера (1876—1969) и его супруги Доминики Гримм (1878—1904). Его отец был мелким служащим, а мать домохозяйкой. Через полгода после рождения, его мать умерла.
В юности писал стихи, в 1927 г. выпустил сборник стихов «Паломничество к Богу». В Тюбингенском университете изучал педагогику, философию и литературу. Образование завершил в Берлинском университете, сдав экзамены по правовым дисциплинам.
Являлся членом НСДАП с 1933 по 1945 год.
В 1934 г. стал адвокатом при Берлинском апелляционном суде.
В 1940—1945 сотрудник министерства иностранных дел, с 1943 заместитель руководителя отдела радио, отвечал за анализ содержания передач зарубежных радиостанций и за взаимодействие с министерством пропаганды. В доносе 1944 года, обнаруженном в архивах РСХА, его коллеги писали, что Кизингер «демонстративно тормозит антиеврейскую политику».
После окончания войны был интернирован американцами, провёл в лагере 18 месяцев и вышел на свободу как прошедший денацификацию. В 1948 году Кизингер вступил в ХДС и через год стал депутатом первого бундестага. Кизингер всегда был хорошим оратором. Кто-то из журналистов пустил в ход прозвище: «король — серебряный язык». Его кандидатура выдвигалась и на пост председателя фракции, и в правительство Аденауэра, но не прошла.
В 1958 году Кизингер стал премьер-министром земли Баден-Вюртемберг. С 1 ноября 1962 года по 31 октября 1963 — председатель бундесрата.

### Канцлер «большой коалиции»
В конце 1966 года в бюджете ФРГ обнаружился порядочный дефицит. Канцлер Эрхард предложил увеличить налоги. Партнёр по правительственной коалиции — Свободная демократическая партия (СвДП) — высказалась категорически против. ХДС/ХСС, не имея абсолютного большинства в парламенте, стала искать нового партнёра. Неожиданно войти в правительство согласились вечные оппозиционеры — социал-демократы, но они выдвинули условие: канцлером должен быть не Эрхард. Слишком свежи были у них воспоминания о недавних ожесточенных баталиях против политики правительств Аденауэра — Эрхарда. Сближение позиций произошло и во внешнеполитической сфере. Путь к «большой коалиции» оказался открытым. Христианским демократам предстояло найти приемлемую кандидатуру на пост канцлера. Их взоры обратились к К. Г. Кизингеру — премьер-министру земли Баден-Вюртемберг. Компромиссный политик устраивал обе стороны, но были и негативные моменты.
В 1968 году левая активистка Беата Кларсфельд во время съезда ХДС в Западном Берлине публично дала федеральному канцлеру пощёчину и назвала его нацистом. Кизингер, держась за щёку и почти в слезах, молча сошёл со сцены. Беата Кларсфельд была приговорена к году лишения свободы, заменённому условным сроком в 4 месяца.

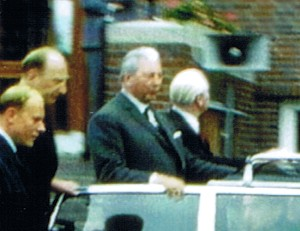
Курт Георг Кизингер (в центре) выступает на митинге во время предвыборной кампании 1969 г.

Правовая, экономическая и социальная системы, хорошо отлаженные в предыдущие годы, продолжали работать чётко, обеспечивая рост производства и жизненного уровня людей. Министры экономики Карл Шиллер (СДПГ) и финансов Франц Йозеф Штраус (ХСС) быстро справились с возникшими финансовыми трудностями. Росли валютные резервы. Многие страны стали привязывать к немецкой марке свои валюты, уходя от доллара. В ней видели основу будущей интегрированной валютной системы западноевропейских стран. В промышленность не столь бурно, как в предыдущие годы, но постоянно и стабильно приходили инвестиции из внутренних источников и из-за рубежа. Безработица сохранялась на низком уровне. Пособия для потерявших работу были достаточно высокими, позволявшими спокойно заниматься поисками нового рабочего места. В страну прибывали все новые «гостевые рабочие» из Югославии, Турции и ряда африканских стран. Они обычно использовались там, куда неохотно нанимались немцы. Да и оплату получали более низкую, чем местные рабочие. Тем не менее иностранцы были довольны. Они зарабатывали значительно больше, чем на родине, и через два-три года отправлялись домой на подержанных, но собственных автомобилях. Многие не хотели уезжать и старались закрепиться на длительное время, их не смущали непрестижные работы. В ФРГ давно была решена жилищная проблема. Заработки людей интеллектуального труда позволяли им жить в просторных квартирах или коттеджах. Рабочие приобретали достаточно удобные социальные (продаваемые по пониженной стоимости) квартиры, а многие покупали собственные дома. Во внешней политике правительства Кизингера наметились некоторые новые моменты, но не благодаря канцлеру, а в силу тех идей, с которыми вошёл в правительство в качестве вице-канцлера и министра иностранных дел лидер социал-демократов Вилли Брандт. Под влиянием В. Брандта, Бонн начал делать упор на европейские дела, на укрепление Европейского экономического сообщества. Новации произошли и в «восточной политике». В. Брандт заявил в бундестаге, что в ней он ставит на первое место улучшение отношений с Советским Союзом, а на второе — нормализацию отношений с его союзниками. Однако конкретных шагов в «восточной политике» сделано не было. Помешало этому в значительной степени вторжение советских войск в Чехословакию в августе 1968 года. Реакция ХДС/ХСС оказалась резко отрицательной. Социал-демократы осуждали вторжение, но проявляли известную сдержанность. В. Брандт и его коллеги рассматривали «восточную политику» как крайне важную для ФРГ и не желали загонять её в тупик. Не отказались от связей с советскими партнерами и торгово-промышленные круги. К концу 60-х годов в торговле Советского Союза с капиталистическими странами Западная Германия вышла на первое место.
Приближались очередные парламентские выборы. Христианские демократы опубликовали предвыборную программу «С Кизингером уверенно в 70-е годы». Канцлер говорил о намерении продолжить «большую коалицию», если ХДС/ХСС не получат абсолютного большинства в бундестаге. Социал-демократы помалкивали о коалиции и активно вели избирательную кампанию, обещая активизировать политику разрядки. Итоги голосования получились следующие: ХДС/ХСС получили 46,1 % голосов избирателей, СДПГ — несколько меньше. Свободная демократическая партия едва преодолела 5%-ный барьер. Вилли Брандт и лидер свободных демократов Вальтер Шеель после выборов объявили, что их партии, вместе получившие большинство в бундестаге, намерены образовать правительство во главе с канцлером В. Брандтом. Время «большой коалиции» истекло. Христианские демократы, бессменно стоявшие у власти 20 лет, ушли в оппозицию, власть перешла к коалиции СДПГ и СвДП.
Кизингер до октября 1971 года оставался председателем ХДС и до 1980 года — депутатом бундестага.
Умер в 1988 году практически в забвении.

## Личная жизнь
В 1932 году он женился на Марии-Луизе Шнайдер (1908—1990). У них родилось двое детей:
- Виола Кизингер (род. 1940), была замужем за кинооператором, Фолькмаром Вентцелем (1915—2006). У супругов родилось трое детей: Сесилия, Кристина и Петер.
- Петер Кристиан Кизингер (8 апреля 1942 — 12 декабря 2023), был членом фракции ХДС в городском совете Карлсбада с 1999 года. Был женат на Адельгейде Кизингер, имел троих детей (Барбара, Кристиан и Йоханнес) и шестерых внуков[4].

## Награды
Награды Германии
| Страна           | Дата        | Награда                                                   | Награда                                                     | Литеры |
| ---------------- | ----------- | --------------------------------------------------------- | ----------------------------------------------------------- | ------ |
| Германия         | 1960        | Кавалер Большого креста 1 класса в специальном исполнении | ордена «За заслуги перед Федеративной Республикой Германия» |        |
| Германия         | 1956 — 1960 | Кавалер Большого креста со звездой и плечевой лентой      | ордена «За заслуги перед Федеративной Республикой Германия» |        |
| Баден-Вюртемберг | 1975        | Кавалер ордена Заслуг земли Баден-Вюртемберг              | Кавалер ордена Заслуг земли Баден-Вюртемберг                |        |

Награды иностранных государств
| Страна   | Дата вручения   | Награда                                                                   | Награда                                                                   | Литеры |
| -------- | --------------- | ------------------------------------------------------------------------- | ------------------------------------------------------------------------- | ------ |
| Италия   | 18 ноября 1957  | Кавалер Большого креста ордена «За заслуги перед Итальянской Республикой» | Кавалер Большого креста ордена «За заслуги перед Итальянской Республикой» |        |
| Испания  | 1964            | Кавалер Большого креста ордена Изабеллы Католической                      | Кавалер Большого креста ордена Изабеллы Католической                      |        |
| Исландия | 1968            | Кавалер Большого креста ордена Исландского сокола                         | Кавалер Большого креста ордена Исландского сокола                         |        |
| Испания  | 28 октября 1968 | Кавалер Большого креста ордена Карлоса III                                | Кавалер Большого креста ордена Карлоса III                                |        |